# AFC Bournemouth
AFC Bournemouth is een Engelse voetbalclub uit Bournemouth, opgericht in 1899. De club speelt zijn thuiswedstrijden in het Dean Court-stadion in de wijk Boscombe, Bournemouth. De club verzekerde zich op 27 april 2015 voor het eerst in de geschiedenis van promotie naar de Premier League. Bournemouth bleef vijf seizoenen in de Premier League voordat het in 2020 degradeerde, maar keerde in 2022 weer terug.
Nadat de club in het seizoen 2008/09 op het nippertje degradatie uit de Football League Two had weten af te wentelen, promoveerde de club aan het eind van het seizoen 2009/10 naar de Football League One. Nadat het in het seizoen 2010/11 de halve finale van de play-offs voor promotie haalde en in het seizoen 2011/12 elfde werd, promoveerde Bournemouth aan het eind van het seizoen 2012/13 naar de Football League Championship. Het was de tweede keer in de geschiedenis van de voetbalclub dat dit succes behaald werd.

## Geschiedenis
AFC Bournemouth speelt inmiddels in de Premier League, maar dat de club ooit op het hoogste niveau zou mogen spelen was voor velen onwerkelijk. De club was namelijk tot 10 jaar geleden een simpele middenmoter op het derde niveau van Engeland, met sommige uitschieters omhoog maar vaker naar beneden. De club schommelde vaak tussen de Football League One en de Football League Two, het derde en vierde niveau van Engeland. Maar na de eeuwwisseling raakte Bournemouth steeds verder in de financiële problemen terecht. Dit leidde uiteindelijk in 2008 tot degradatie naar het laagste niveau in het Engelse betaalde voetbal. In de kelder van het Engelse voetbal kreeg de club ook nog eens 17 punten aftrek vanwege de financiële wanorde waardoor men moest vrezen dat Bournemouth zou verdwijnen uit het betaalde voetbal. Uiteindelijk lukte het op miraculeuze wijze om degradatie af te wenden, dit door op de slotdag in de laatste minuut te winnen en zo net boven de streep te eindigen. Een jaar later en zonder financiële zorgen eindigde Bournemouth op een tweede plaats waardoor de club promoveerde van het vierde naar het derde niveau. Terug in de vertrouwde divisie werd de club direct knap zesde, en het jaar daarop elfde. Maar in 2013, vijf jaar naar de degradatie, promoveerde de club dit keer naar de Championship, een historische prestatie. In vijf jaar tijd was de club actief op drie verschillende niveaus. Op het tweede niveau werd de club in het eerste jaar tiende, iets waar de supporters een aantal jaar ervoor nooit van hadden durven dromen. Maar het voetbalsprookje uit Bournemouth was nog niet voorbij want in het seizoen 2014/2015 steeg de ploeg nog maar eens boven zichzelf uit en promoveerde voor de derde keer in zes jaar tijd, ditmaal naar het hoogste niveau in Engeland.
Bournemouth verzekerde zich op 27 april 2015 van promotie naar de Premier League. De club won die dag met 3-0 van Bolton Wanderers dankzij doelpunten van achtereenvolgens Marc Pugh, Matt Ritchie en Callum Wilson. Daardoor was Bournemouth met nog één speelronde te gaan officieus zeker van minimaal de tweede plaats in de Football League Championship en daarmee directe promotie. Nummer drie Middlesbrough kon in punten weliswaar nog gelijkkomen, maar zou dan op de laatste speeldag drie punten en een verschil in doelsaldo van negentien goals moeten overbruggen. Op de laatste speeldag werd Bournemouth door een overwinning op Charlton Athletic en een gelijkspel van titelconcurrent Watford tegen Sheffield Wednesday voor het eerst kampioen van The Championship. Hiermee is een van de meest spectaculaire sprookjes uit de Engelse voetbalgeschiedenis geschreven, maar ook na deze opmars bleef Bournemouth steeds verrassend presteren. In het eerste seizoen in de Premier League wist de club zich met goed voetbal te handhaven met een zestiende plaats in de eindrangschikking. In het tweede seizoen op het hoogste niveau waren de verwachtingen dat de club niet nog een keer een gelijke prestatie kon verrichten en dat er degradatie zou volgen, maar tegen alle verwachtingen in eindigde Bournemouth op een zeer knappe negende plaats in de Premier League. Dit mede dankzij de enorme scoringsdrift van clubtopscorer Joshua King, die in totaal 16 maal het net wist te vinden. Dankzij deze prestatie wordt de ploeg en met name de manager Eddie Howe zeer geroemd in Engeland. Voor aanvang van het derde seizoen werd oud-speler van de club en Engels international Jermain Defoe transfervrij overgenomen van het gedegradeerde Sunderland.
Ook in het derde seizoen bleef de ploeg presteren, na een moeilijke start begon de ploeg steeds beter te spelen en daarbij ook punten te pakken. Bournemouth was voor het einde van het seizoen al zeker van handhaving en eindigde net als de vorige seizoenen in de middenmoot, op de twaalfde plaats. Na een veertiende plaats in het volgende seizoen mocht de club zich opmaken voor een vijfde opeenvolgend seizoen op het hoogste niveau in Engeland. Dit seizoen bleek ondanks een goede start een lastig jaar te gaan worden waar er echt gevochten zal moeten worden voor lijfsbehoud. Gedurende het seizoen kwam Bournemouth terecht in de degradatiezone en ondanks een overwinning op de laatste speeldag eindigde het op een achttiende plaats en dus werd er na vijf jaar afscheid genomen van de Premier League. 
Een herstart in het Championship betekende een nieuwe kans op promotie, iets wat in de jaren voor Premier League voetbal zoveel lukte. Vaste krachten vertrokken en er was ruimte voor andere spelers om op te staan, een van deze spelers was de Nederlandse international Arnaut Danjuma Groeneveld. Na een terugval in de tweede helft van het seizoen moest de club zich richten op een plek in de Play-offs. De zesde plaats die uiteindelijk behaald werd was enigszins teleurstellend maar deze plek op de ranglijst gaf wel recht op deelname aan de Play-offs. Hierin nam Bournemouth het op tegen Brentford, dat derde geëindigd was. De heenwedstrijd werd gewonnen met 1-0 maar de return werd geen succes, een 3-1 nederlaag betekende opnieuw een seizoen in het Championship. Dit was een harde klap en daarom werd promotie dit jaar nog belangrijker. Al snel bleek dat deze ploeg mee kon doen om de bovenste plaatsen die aan het eind van de rit directe promotie opleveren. Na de beste seizoensstart uit de clubhistorie lukte het Bournemouth om de tweede plaats te behouden achter kampioen Fulham. Mede door de 29 goals van clubtopscorer Dominic Solanke. Hierdoor is Bournemouth na twee jaar afwezigheid terug op het hoogste niveau en kan de club zich richten om haar status van Premier League club te gaan verdedigen. 

## Erelijst
- Football League Championship
  - Kampioen: 2014–15
- Football League One
  - Kampioen: 1986–87
  - Runners-up (2): 1947–48, 2012–13
- Football League Two
  - Runners-up (2): 1970–71, 2009–10
  - Play-off winners: 2002–03
  - Promotie: 1981–82
- Southern League
  - Runners-up: 1922–23
- Football League Trophy
  - Winnaar: 1983–84
  - Runners-up: 1997–98
- Football League Third Division South Cup
  - Winnaar: 1945–46[2]

## Eerste elftal

### Selectie 2024/25
| Nr.           | Naam              | Sinds      | Contract   | Vorige club       |
| Doelmannen    | Doelmannen        | Doelmannen | Doelmannen | Doelmannen        |
| ------------- | ----------------- | ---------- | ---------- | ----------------- |
| 13            | Kepa Arrizabalaga | 2024       | 2025       | Chelsea           |
| 40            | Will Dennis       | 2021       | 2026       |                   |
| 42            | Mark Travers      | 2020       | 2027       |                   |
| Verdedigers   |                   |            |            |                   |
| 2             | Dean Huijsen      | 2024       | 2030       | Juventus          |
| 3             | Milos Kerkez      | 2023       | 2028       | AZ                |
| 5             | Marcos Senesi     | 2022       | 2026       | Feyenoord         |
| 15            | Adam Smith        | 2014       | 2025       | Tottenham Hotspur |
| 22            | Julián Araujo     | 2024       | 2029       | Barcelona         |
| 23            | James Hill        | 2022       | 2026       | Fleetwood Town    |
| 27            | Ilya Zabarnyi     | 2023       | 2029       | Dynamo Kiev       |
| 37            | Max Aarons        | 2023       |            | Norwich City      |
| Middenvelders |                   |            |            |                   |
| 4             | Lewis Cook        | 2016       | 2025       | Leeds United      |
| 8             | Alex Scott        | 2023       | 2028       | Bristol City      |
| 10            | Ryan Christie     | 2021       | 2027       | Celtic            |
| 12            | Tyler Adams       | 2023       | 2028       | Leeds United      |
| 16            | Marcus Tavernier  | 2022       | 2028       | Middlesbrough     |
| 29            | Philip Billing    | 2019       | 2027       | Huddersfield Town |
| Aanvallers    |                   |            |            |                   |
| 7             | David Brooks      | 2018       | 2026       | Sheffield United  |
| 9             | Evanilson         | 2024       |            | Porto             |
| 11            | Dango Ouattara    | 2023       | 2028       | Lorient           |
| 17            | Luis Sinisterra   | 2023       | 2028       | Leeds United      |
| 19            | Justin Kluivert   | 2023       | 2028       | AS Roma           |
| 24            | Antoine Semenyo   | 2023       | 2029       | Bristol City      |
| 26            | Enes Ünal         | 2024       | 2028       | Getafe            |

Laatste update: 15 september 2024

### Staf
| Functie           | Naam           | Sinds | Contract | Vorige club     |
| ----------------- | -------------- | ----- | -------- | --------------- |
| Hoofdtrainer      | Andoni Iraola  | 2023  | 2026     | Rayo Vallecano  |
| Assistent-trainer | Shaun Cooper   | 2022  |          | Bournemouth –21 |
| Assistent-trainer | Tommy Elphick  | 2022  |          | Bournemouth –21 |
| Keeperstrainer    | Neil Moss      | 2022  |          |                 |
| Keeperstrainer    | Gareth Stewart | 2022  |          | Bournemouth –21 |

Laatste update: 15 september 2024

## Overzichtslijsten

### Eindklasseringen sinds 1947
- 1947 7e
Third Division North / South
- 1948 2e
Third Division North / South
- 1949 3e
Third Division North / South
- 1950 12e
Third Division North / South
- 1951 9e
Third Division North / South
- 1952 14e
Third Division North / South
- 1953 9e
Third Division North / South
- 1954 19e
Third Division North / South
- 1955 17e
Third Division North / South
- 1956 9e
Third Division North / South
- 1957 5e
Third Division North / South
- 1958 9e
Third Division North / South
- 1959 12e
Third Division
- 1960 10e
Third Division
- 1961 19e
Third Division
- 1962 3e
Third Division
- 1963 5e
Third Division
- 1964 4e
Third Division
- 1965 11e
Third Division
- 1966 18e
Third Division
- 1967 20e
Third Division
- 1968 12e
Third Division
- 1969 4e
Third Division
- 1970 21e
Third Division
- 1971 2e
Fourth Division
- 1972 3e
Third Division
- 1973 7e
Third Division
- 1974 11e
Third Division
- 1975 21e
Third Division
- 1976 6e
Fourth Division
- 1977 13e
Fourth Division
- 1978 17e
Fourth Division
- 1979 18e
Fourth Division
- 1980 11e
Fourth Division
- 1981 13e
Fourth Division
- 1982 4e
Fourth Division
- 1983 14e
Third Division
- 1984 17e
Third Division
- 1985 10e
Third Division
- 1986 15e
Third Division
- 1987 1e
Third Division
- 1988 17e
Second Division
- 1989 12e
Second Division
- 1990 22e
Second Division
- 1991 9e
Third Division
- 1992 8e
Third Division
- 1993 17e
Second Division
- 1994 17e
Second Division
- 1995 19e
Second Division
- 1996 14e
Second Division
- 1997 16e
Second Division
- 1998 9e
Second Division
- 1999 7e
Second Division
- 2000 16e
Second Division
- 2001 7e
Second Division
- 2002 21e
Second Division
- 2003 4e
Third Division
- 2004 9e
Second Division
- 2005 8e
League One
- 2006 17e
League One
- 2007 19e
League One
- 2008 21e
League One
- 2009 21e
League Two
- 2010 2e
League Two
- 2011 6e
League One
- 2012 11e
League One
- 2013 2e
League One
- 2014 10e
Championship
- 2015 1e
Championship
- 2016 16e
Premier League
- 2017 9e
Premier League
- 2018 12e
Premier League
- 2019 14e
Premier League
- 2020 18e
Premier League
- 2021 6e
Championship
- 2022 2e
Championship
- 2023 15e
Premier League
- 2024 12e
Premier League
- 2025 9e
Premier League

- Second Division
- Third Division
- Fourth Division
- Premier League
- Championship
- League One
- League Two

ⓘ In 1992 invoering van de Premier League en opheffing van de Fourth Division; in 2004 opheffing van de First, Second en Third Division.

## Bekende (oud-)Cherries

### Spelers
- Nathan Aké
- Asmir Begović
- George Best
- Steve Cook
- Arnaut Danjuma
- Rio Ferdinand
- Ian Harte
- Danny Ings
- Justin Kluivert
- Adam Lallana
- Jefferson Lerma
- Tyrone Mings
- Aaron Ramsdale
- Marcos Senesi
- Jack Wilshere
- Callum Wilson

### Trainers
| Van        | Tot        | Naam              | Duels | W  | G  | V  |
| ---------- | ---------- | ----------------- | ----- | -- | -- | -- |
| 19.06.2023 |            | Andoni Iraola     |       |    |    |    |
| 30.08.2022 | 19.06.2023 | Gary O'Neil       |       |    |    |    |
| 01.07.2021 | 30.08.2022 | Scott Parker      |       |    |    |    |
| 03.02.2021 | 01.07.2021 | Jonathan Woodgate |       |    |    |    |
| 08.08.2020 | 03.02.2021 | Jason Tindall     |       |    |    |    |
| 14.10.2012 | 30.06.2020 | Eddie Howe        |       |    |    |    |
| 03.10.2012 | 13.10.2012 | Dennis Rofe       |       |    |    |    |
| 26.03.2012 | 03.10.2012 | Paul Groves       |       |    |    |    |
| 15.01.2011 | 25.03.2012 | Lee Bradbury      |       |    |    |    |
| 02.01.2009 | 15.01.2011 | Eddie Howe        |       |    |    |    |
| 02.09.2008 | 01.01.2009 | Jimmy Quinn       |       |    |    |    |
| 13.10.2006 | 01.09.2008 | Kevin Bond        |       |    |    |    |
| 01.07.2001 | 30.06.2005 | Shaun Brooks      |       |    |    |    |
| 19.08.2000 | 08.09.2006 | Sean O'Driscoll   |       |    |    |    |
| 09.06.1992 | 05.08.1994 | Tony Pulis        |       |    |    |    |
| 19.10.1983 | 30.06.1992 | Harry Redknapp    |       |    |    |    |
| 01.01.1983 | 18.10.1983 | Don Megson        |       |    |    |    |
| 01.07.1970 | 30.06.1973 | John Bond         |       |    |    |    |
| 01.01.1961 | 30.06.1963 | Bill McGarry      | 112   | 47 | 38 | 27 |
| 01.07.1958 | 15.02.1961 | Don Welsh         |       |    |    |    |
| 01.07.1935 | 30.06.1936 | Bob Crompton      |       |    |    |    |
| 01.07.1930 | 30.06.1935 | Billy Birrell     |       |    |    |    |